# Alain Delon

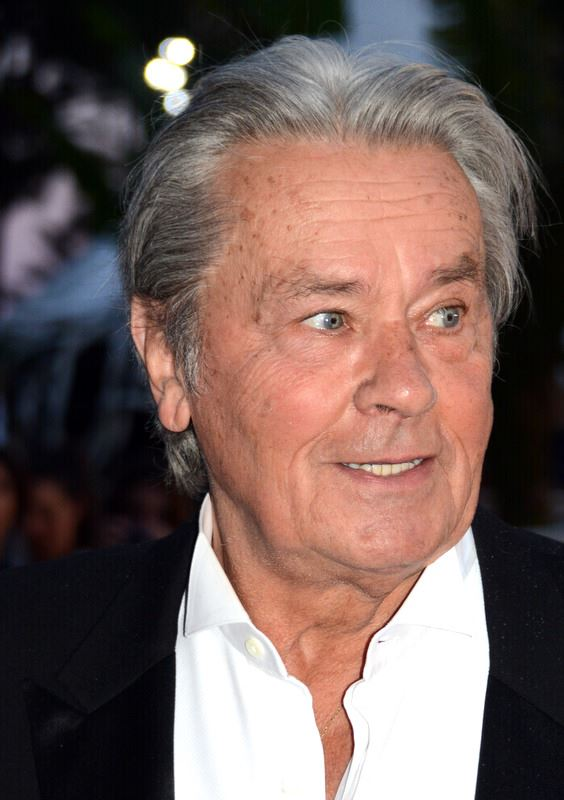
Alain Delon (2013)

Alain Fabien Maurice Marcel Delon [alɛ̃ dəlɔ̃] (* 8. November 1935 in Sceaux; † 18. August 2024 in Douchy) war ein französisch-schweizerischer Schauspieler und Filmproduzent. Seinen Durchbruch feierte er 1960 mit den Filmen Nur die Sonne war Zeuge und Rocco und seine Brüder. In den 1960er und 1970er Jahren zählte er zu den populärsten Stars des europäischen Kinos.
Er drehte mit renommierten Regisseuren wie Luchino Visconti (Der Leopard), Michelangelo Antonioni (Liebe 1962), Jean-Pierre Melville (Vier im roten Kreis) und Jean-Luc Godard (Nouvelle Vague). Mit seiner zeitweiligen Lebensgefährtin Romy Schneider arbeitete er in drei Filmen zusammen, darunter Der Swimmingpool. Obwohl er auch einige klassische Heldenrollen spielte, wurde er – vor allem seit seinem Auftritt als Profikiller in Melvilles Der eiskalte Engel (1967) – vorwiegend in der Rolle des skrupellosen Zynikers und kühlen Einzelgängers besetzt.

## Leben

### Jugend
Alain Delon wurde 1935 in Sceaux als Sohn von Edith Arnold (1911–1995) und Fabien Delon (1904–1977) geboren. Nach der Scheidung seiner Eltern wuchs er ab seinem vierten Lebensjahr bei Pflegeeltern in Fresnes auf. Nach dem Unfalltod seiner Pflegeeltern lebte er ab seinem elften Lebensjahr wieder bei seiner leiblichen Mutter, die inzwischen mit dem Metzger Paul Boulogne (1914–1985) verheiratet war. Delon wurde insgesamt sechsmal der Schule verwiesen und anschließend in ein Internat geschickt. Mit 14 Jahren verließ er endgültig die Schule und arbeitete zunächst einige Zeit lang in der Metzgerei seines Stiefvaters. Von 1952 bis 1956 war er Marinesoldat und diente von 1953 bis 1954 im Indochinakrieg. Dabei verbrachte er wegen verschiedener Vergehen fast ein Jahr hinter Gittern, bevor er 1956 unehrenhaft entlassen wurde. Eines seiner Vergehen, so erzählte er 1970 dem Talkshow-Moderator Dick Cavett, war der Diebstahl eines Jeeps.
Nach dem Militärdienst arbeitete Delon auf dem Pariser Lebensmittelgroßmarkt Les Halles und nahm Schauspielunterricht.

### Beziehungen, Ehe und Kinder

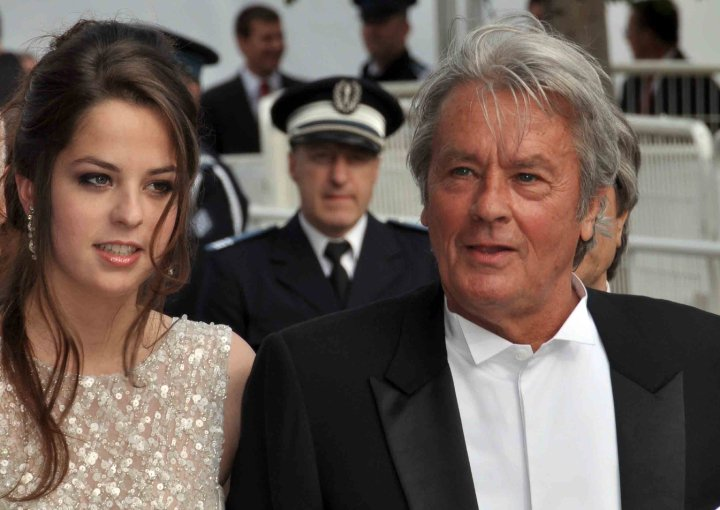
Alain Delon mit seiner Tochter Anouchka (2010)

1957 war Delon einige Monate mit der Schauspielerin Brigitte Auber liiert. Von 1959 bis 1964 führte er eine schlagzeilenträchtige Liebesbeziehung mit seiner Kollegin Romy Schneider (1938–1982), die er noch 2019 als große Liebe seines Lebens bezeichnete. Er war von 1964 bis 1968 mit der Schauspielerin Nathalie Delon verheiratet. Der gemeinsame Sohn, Anthony (* 1964), ist ebenfalls als Filmschauspieler tätig. 1963/64 hatte Alain Delon eine Liaison mit der Sängerin Dalida. Delon und die Schauspielerin Mireille Darc (1938–2017) pflegten eine langjährige Liebesbeziehung (1969–1984) und ein lebenslanges Vertrauensverhältnis.
Von 1987 bis 2002 war Delon mit dem niederländischen Model Rosalie van Breemen (* 1966) liiert. Dieser Verbindung entstammen Anouchka (* 1990) und Alain-Fabien Delon (* 1994). Anouchka Delon wohnt in der Schweiz und soll ihrem Vater sehr nahegestanden haben. So soll sie auch ein Haus auf dem Grundstück ihres Vaters in Douchy besitzen.
Die deutsche Künstlerin Nico (1938–1988) gab an, Delon sei der Vater ihres Sohnes Christian Aaron „Ari“ Päffgen (1962–2023). Delon bestritt die Vaterschaft, was seinerzeit zum Zerwürfnis mit Delons Mutter, Edith Boulogne, führte. Ab Ende der 1960er Jahre wuchs Ari Päffgen größtenteils bei ihr nahe Paris auf; später wurde er von der Familie adoptiert und trug fortan den Nachnamen des zweiten Mannes von Delons Mutter. 2020 versuchte Ari Boulogne, der als Fotograf tätig war, mit juristischen Mitteln einen Vaterschaftstest zu erzwingen. Das französische Gericht wies dies mit der Begründung ab, Alain Delon habe seinen Hauptwohnsitz in der Schweiz und französische Behörden seien daher nicht zuständig.

### Die Affäre Marković
1968 wurde Stevan Marković, der jugoslawische Leibwächter, Freund und angebliche Liebhaber von Delons damaliger Ehefrau Nathalie, ermordet aufgefunden. Delon, der vor allem als Schauspieler in Gangsterrollen sehr erfolgreich war, wurden seither Verbindungen zur Halbwelt nachgesagt. Obwohl Boulevardzeitungen Spekulationen um Delons Verstrickung in die Marković-Affäre Vorschub leisteten, konnten entsprechende Beweise nie erbracht werden.

### Nebentätigkeiten und Einbürgerung in die Schweiz
Neben seiner Tätigkeit als Filmschauspieler veranstaltete Delon Boxkämpfe, leitete einen Rennstall und vermarktete Parfum, Champagner und Cognac. Im März 2000 erhielt er das Schweizer Bürgerrecht. Er lebte lange in Chêne-Bougeries im Kanton Genf, wo er heimatberechtigt war. In Genf besaß er eine Wohnung.

### Politische Äußerungen

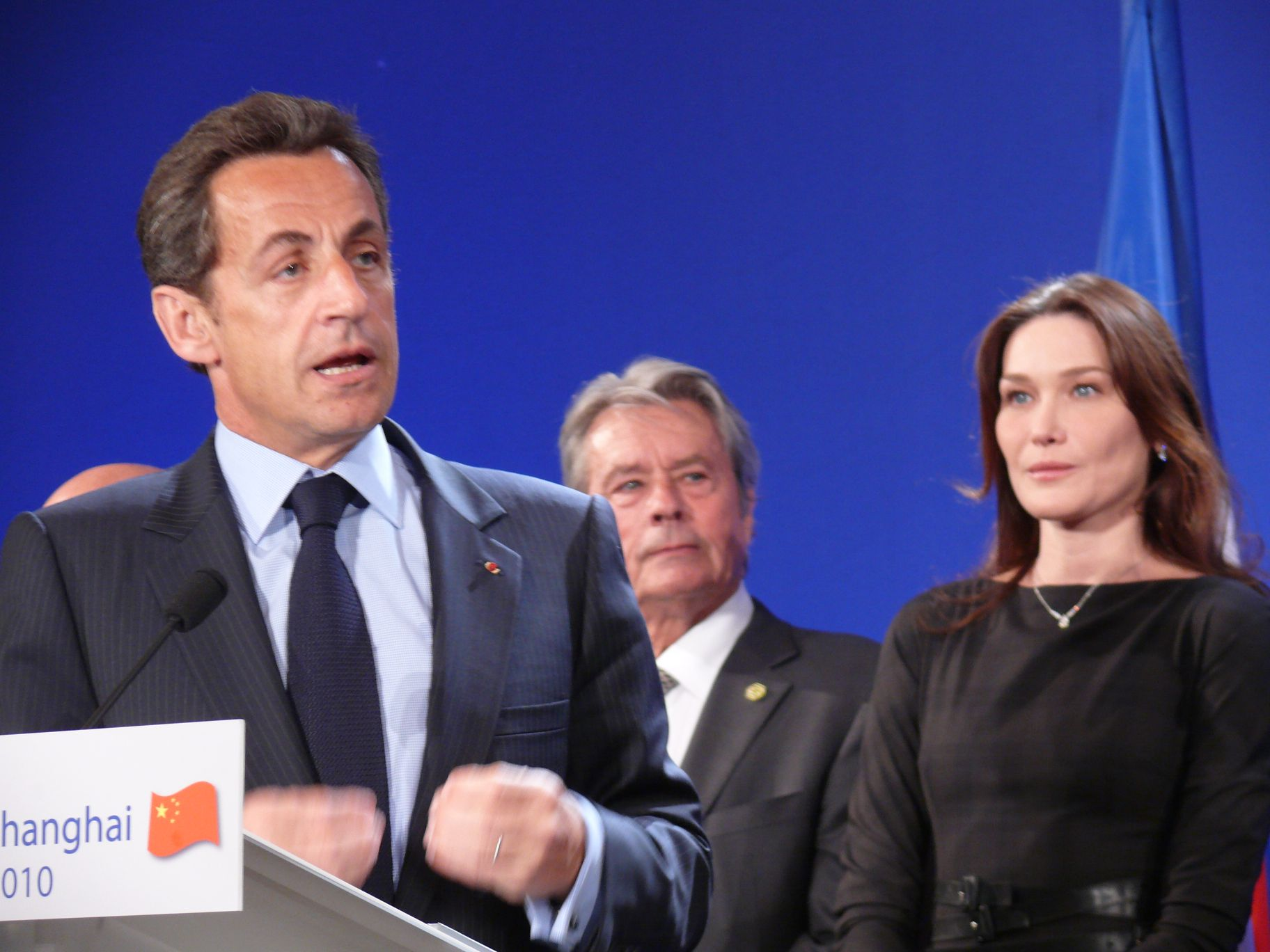
Alain Delon mit Nicolas Sarkozy und Carla Bruni (2010)

Delons politische Orientierung war seinen öffentlichen Äußerungen zufolge rechts einzuordnen. So bezeichnete er sich als französischen Patrioten, der Napoleon Bonaparte und Charles de Gaulle verehrte, aber auch als „persönlichen Freund“ von Jean-Marie Le Pen, dessen Positionen er tendenziell teile, ohne ihm jedoch bei Wahlen je seine Stimme gegeben zu haben. Le Pen hatte er als Soldat im Indochinakrieg kennen und schätzen gelernt. Im Oktober 2013 bekundete Delon auch seine Sympathie für Marine Le Pen, die Tochter Jean-Marie Le Pens und dessen Nachfolgerin an der Spitze des Front National (FN).
Darüber hinaus bekannte Delon, Gaullist und Anhänger von Nicolas Sarkozy („sarkozyste“) zu sein, und erklärte, unter dessen Präsidentschaft wäre der Erfolg des FN undenkbar gewesen; den Aufstieg des FN beurteilte er als Folge der verfehlten Politik von Sarkozys sozialistischem Amtsnachfolger, François Hollande. Im Juli 2013 sagte Delon in einem Interview mit der Zeitung Le Figaro, dass Homosexualität „gegen die Natur“ und er selbst gegen das Adoptionsrecht für Homosexuelle sei.

### Ruhestand und Tod
Bis zu seinem Tod lebte Delon zurückgezogen mit seinen Haustieren auf einem 1971 erworbenen Anwesen in Douchy im französischen Département Loiret und in der Schweiz. Im Mai 2019 wurde er auf dem Filmfestival von Cannes mit der Ehrenpalme für sein Lebenswerk geehrt. Im Juni 2019 erlitt er einen Schlaganfall, der eine langwierige Rekonvaleszenz nach sich zog. Darauf wurde ihm eine Betreuerin beigestellt, die bei ihm einzog. Sie soll den Kontakt zwischen Delon und seinen Kindern behindert haben und wurde von Delons Familie wegen seelischer Misshandlung verklagt. 2022 erklärte Delon, eine aktive Sterbehilfe in der Schweiz in Erwägung zu ziehen; entsprechende Vorbereitungen habe er getroffen. Wegen seines zunehmenden Alters und der damit verbundenen Unselbstständigkeit wurde ihm von den Behörden ein Betreuer zugewiesen. Sein Vermögen wurde 2024 auf 300 Millionen Euro geschätzt.
Im Februar 2024 fand die französische Polizei bei einer Hausdurchsuchung bei Delon 72 Waffen, darunter auch solche, die als Kriegsgerät eingestuft sind, sowie etwa 3000 Schuss Munition, obwohl Delon keinen Waffenschein besaß. Die Waffen waren der Rest einer Sammlung, die er in den 2010er Jahren versteigert hatte.
Alain Delon starb am 18. August 2024 im Alter von 88 Jahren in Douchy. Der französische Staatspräsident Emmanuel Macron erinnerte an die Rollen Delons und sagte, er sei ein „monument français“. Die französische Kulturministerin Rachida Dati erklärte, man habe ihn für „unsterblich“ gehalten, da er auf der Leinwand mehrere Leben gehabt habe. Mit vielfältigen Rollen verkörpere Delon wie kein anderer die Gesamtheit der französischen Kinokunst. Auch die Schauspielerin Claudia Cardinale, die in jungen Jahren mit Delon in dem Film Der Leopard gespielt hatte, würdigte ihren Kollegen anlässlich der Nachricht seines Todes.

## Schauspielkarriere

### Erste Erfolge

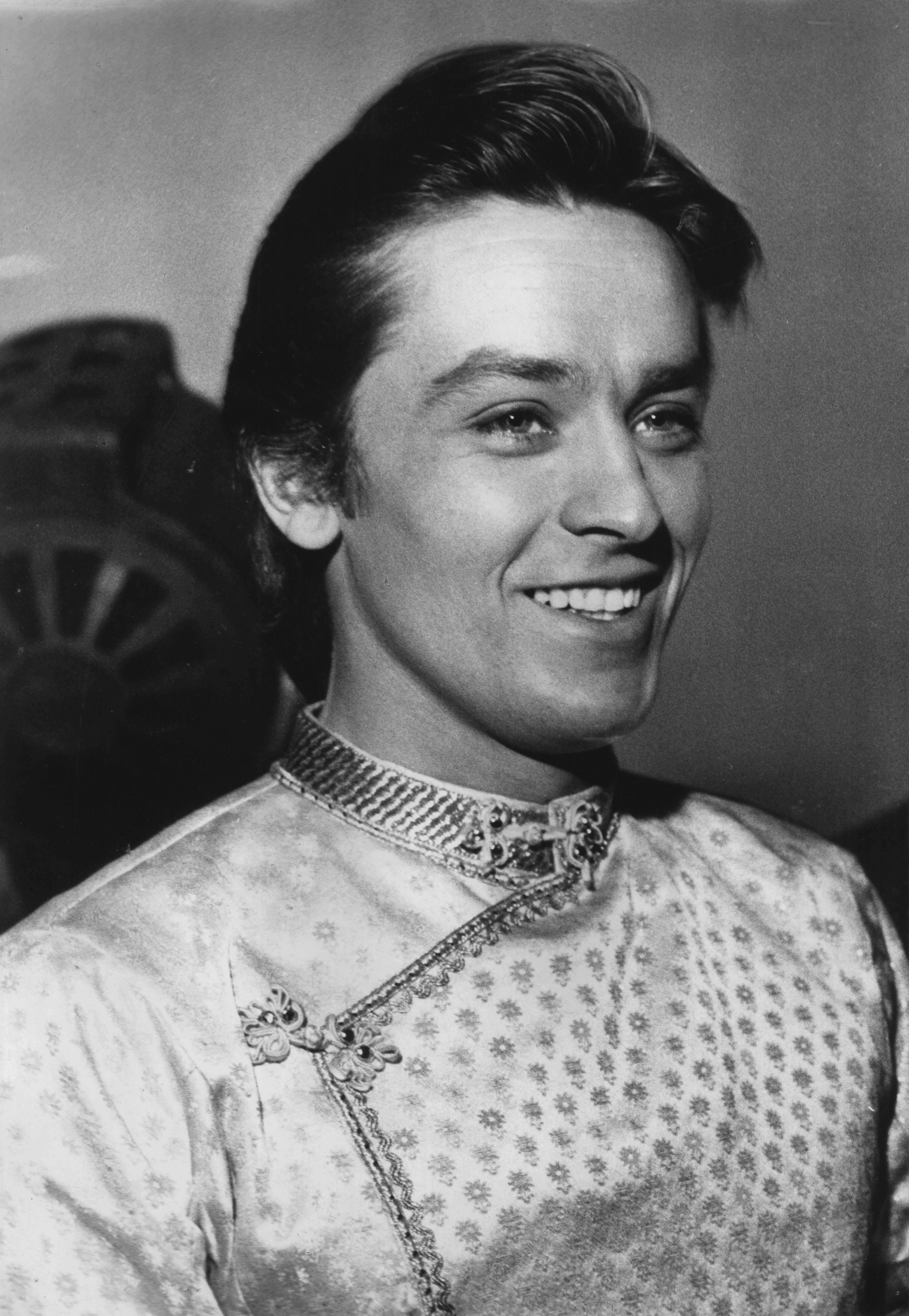
Delon in einem Kostüm als Marco Polo (1962)

Im Jahr 1957 begleitete Delon seine damalige Freundin, die Schauspielerin Brigitte Auber, zu den Filmfestspielen von Cannes. Dort freundete er sich mit dem Schauspieler Jean-Claude Brialy an und kam in Kontakt mit der Filmindustrie. Er traf seinen späteren Agenten, Georges Beaume, und wurde von Henry Willson entdeckt, der neue Talente für den US-amerikanischen Filmproduzenten David O. Selznick anwarb. Noch 1957 erhielt Delon seine erste Filmrolle: In Die Killer lassen bitten verkörperte er in einer Nebenrolle einen Mörder und fand so frühzeitig zu einem Image, mit dem ihn das Publikum fortan verband. Bei den Dreharbeiten zu Christine (1958) begegnete Delon Romy Schneider, die seine Lebensgefährtin wurde.
In dem klassischen Thriller Nur die Sonne war Zeuge (1960) überzeugte Delon Kritik und Publikum in der Rolle des smarten skrupellosen Kriminellen Tom Ripley. Patricia Highsmith, die Autorin der Romanvorlage, bezeichnete ihn als idealen Interpreten dieses vielschichtigen Charakters. Die Rolle des Ripley bedeutete den internationalen Durchbruch Delons. Im selben Jahr spielte er die Hauptrolle in Luchino Viscontis Sozialstudie Rocco und seine Brüder und etablierte sich damit endgültig als Star. Er galt als Frauenschwarm und Inbegriff smarter Männlichkeit.

### Auf dem Höhepunkt in den 1960er und 1970er Jahren
Im Jahr 1963 trat Delon erneut unter der Regie von Luchino Visconti in dem Historienfilm Der Leopard nach dem gleichnamigen Roman von Giuseppe Tomasi di Lampedusa neben Burt Lancaster und Claudia Cardinale auf und erhielt dafür eine Nominierung für den Golden Globe Award als bester Nachwuchsdarsteller. Er versuchte auch in Hollywood Fuß zu fassen (Der gelbe Rolls-Royce, 1964), kehrte aber bald nach Frankreich zurück. Delon spielte in Kriegsfilmen (Die Hölle von Algier, 1964) und war, in der Nachfolge von Gérard Philipe, auch als jugendlicher Mantel-und-Degen-Held erfolgreich (Die schwarze Tulpe, 1964). Die Hölle von Algier war der erste von über 30 Filmen, den Delon als Produzent betreute.
1967 spielte Delon zwei seiner wichtigsten Rollen. In dem melancholischen Abenteuerfilm Die Abenteurer verkörperte er an der Seite von Lino Ventura einen jungen Goldsucher. In Jean-Pierre Melvilles klassischem Thriller Der eiskalte Engel spielte er den eleganten Auftragskiller Jeff Costello. Der Film definierte das Image Delons als eiskalter Todesengel im Trenchcoat.

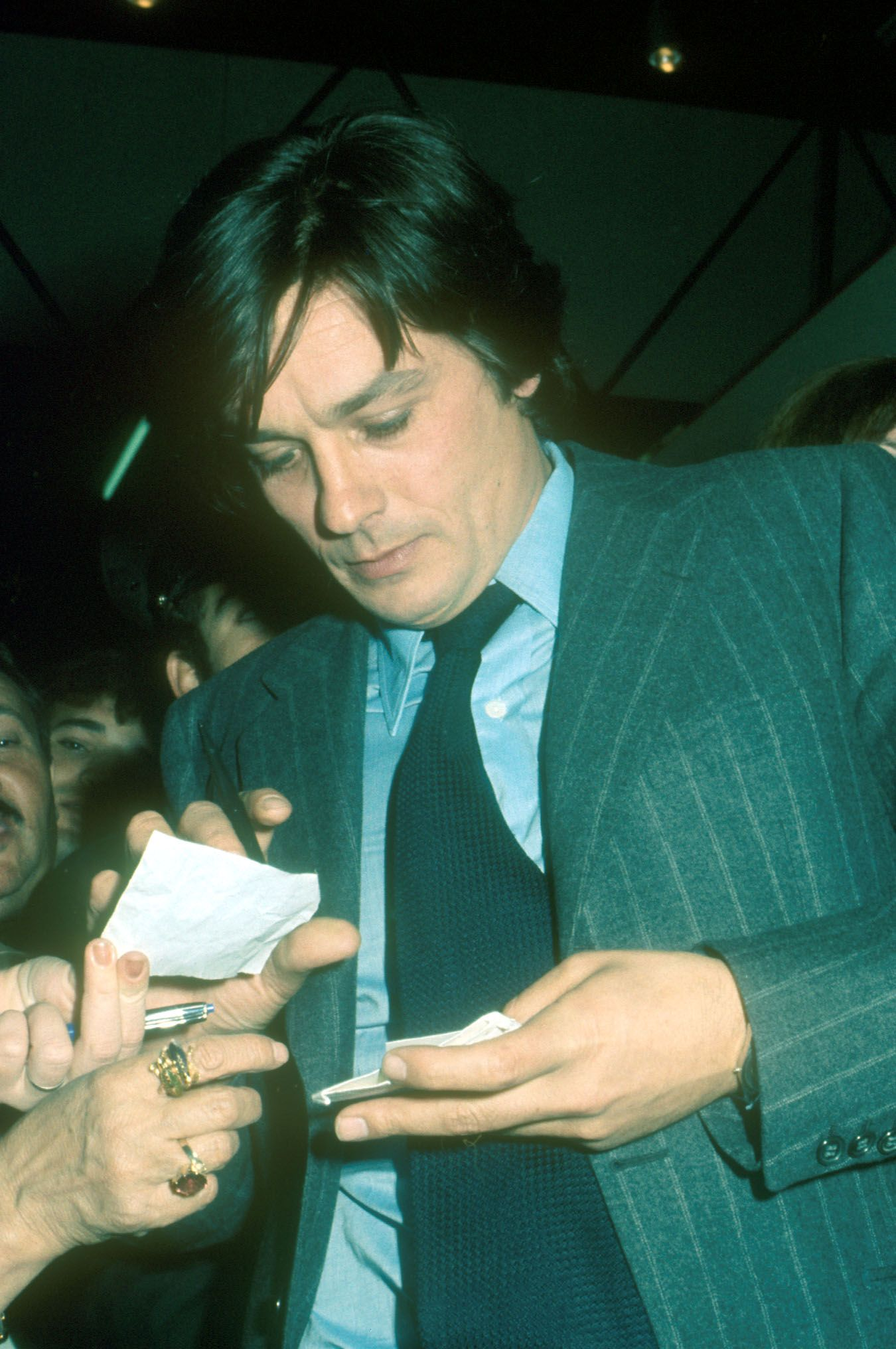
Alain Delon (1971)

Um das Jahr 1970 erreichte Delon einen Karrierehöhepunkt. 1969 spielte er in der Dreiecksgeschichte Der Swimmingpool mit seiner ehemaligen Lebensgefährtin Romy Schneider und Maurice Ronet. Er komplettierte – erneut als Berufskiller – die Besetzung von Der Clan der Sizilianer (1969) und war dort an der Seite von Jean Gabin und Lino Ventura zu sehen. In dem von ihm produzierten Gangsterfilm Borsalino hatte er 1970 mit Jean-Paul Belmondo den anderen männlichen Superstar des damaligen französischen Kinos zum Partner. Sämtliche Filme waren an den Kinokassen sehr erfolgreich. In Melvilles klassischem Kriminalepos Vier im roten Kreis (1970) war er als Ex-Sträfling und Juwelenräuber zu sehen.
In den 1970er Jahren drehte Delon oft kommerziell ausgerichtete Abenteuer- und Kriminalfilme wie Rivalen unter roter Sonne (1971), Scorpio, der Killer (1973), Zorro (1975) und Airport ’80 – Die Concorde (1979). Künstlerisch ambitionierte Produktionen wie Das Mädchen und der Mörder (1972), auch unter dem Titel Die Ermordung Trotzkis veröffentlicht, und Monsieur Klein (1976) über die Judenverfolgung in Paris während des Zweiten Weltkriegs wurden von der Kritik gelobt, fanden jedoch kein großes Publikum in den Kinosälen.
Eine von der Kritik besonders gelobte schauspielerische Leistung lieferte Delon an der Seite von Jean Gabin in Endstation Schafott (1973) als scheiternder Ex-Häftling, dem wegen des boshaften Ehrgeizes eines Polizeikommissars (Michel Bouquet) die Rückkehr ins bürgerliche Leben nicht gelingt und der schließlich zum Tod verurteilt wird. Noch im selben Jahr nahm Delon auf dem Höhepunkt seiner Beliebtheit mit der Sängerin Dalida das Chanson Paroles paroles auf, eine französische Fassung des italienischen Liedes Parole parole, im Original interpretiert von Mina und Alberto Lupo.

### 1980er Jahre: abnehmender Erfolg als Schauspieler, MusikalbumComme au cinéma
In den 1980er Jahren übernahm Delon einige Nebenrollen, darunter die des Kommissars Foche im sowjetischen Film Teheran 43, und spielte den homosexuellen Baron de Charlus in Volker Schlöndorffs Verfilmung des Romans Eine Liebe von Swann von Marcel Proust (1984). Daneben drehte er actionbetonte Filme wie Der Panther (1985). 1990 spielte er unter der Regie von Jean-Luc Godard die Hauptrolle in Nouvelle Vague.
Zudem gab er 1981 mit dem Film Rette deine Haut, Killer sein Debüt als Regisseur. Ein Jahr später stand er bei Der Schock zusammen mit Robin Davis hinter der Kamera, gefolgt von Der Kämpfer im Jahr 1983. Die deutschen Verleihtitel von Delons Filmen nahmen wiederholt auf sein Killer-Image Bezug: neben Scorpio, der Killer und Rette deine Haut, Killer so auch bei Killer stellen sich nicht vor (1980).
Ab den späten 1980er Jahren stießen Delons Filme nur noch auf ein begrenztes Publikumsinteresse. Er beklagte den Mangel an guten Drehbüchern und trat nur noch sporadisch als Schauspieler in Erscheinung. Stattdessen nahm er einige Popsongs auf und hatte 1987 mit dem Album Comme au cinéma Erfolg als Sänger.

### Späte Film- und Fernsehprojekte

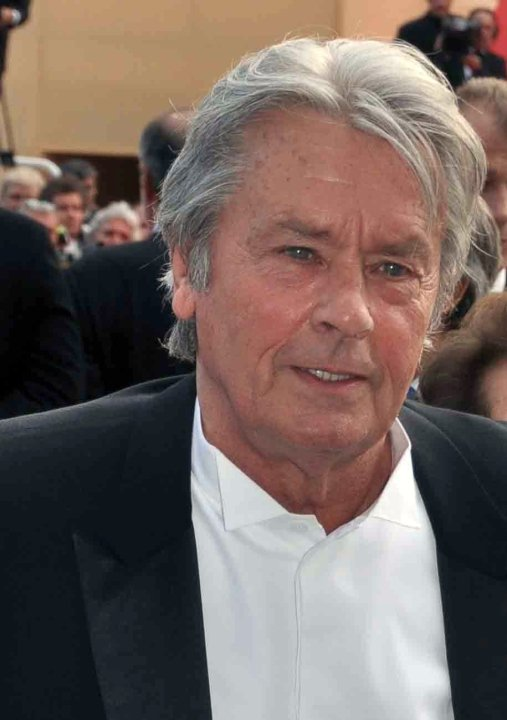
Alain Delon (2010)

Im Jahr 1992 übernahm Delon in dem von Édouard Niermans inszenierten Filmdrama Casanovas Rückkehr an der Seite von Fabrice Luchini die Hauptrolle des italienischen Abenteurers und Schriftstellers Giacomo Casanova. Bei dem Film fungierte er außerdem als Produzent. 1998 spielte er neben Jean-Paul Belmondo in der Actionkomödie Alle meine Väter, die in deutschen Kinos nicht gezeigt wurde.
Ab 2001 war Delon auch für Fernsehproduktionen tätig. So spielte er in den Krimiserien Fabio Montale (2001) und Frank Riva (2003–2004). Er erklärte mehrmals, sich vom Kino endgültig zurückzuziehen, weil er mit der künstlerischen Qualität des französischen Films unzufrieden sei. Im Jahr 2008 war er noch einmal für Asterix bei den Olympischen Spielen in der selbstironisch angelegten Nebenrolle des Julius Caesar auf der Kinoleinwand zu sehen.
Anfang 2010 hatte er einen Gastauftritt in dem Fernsehfilm Un mari de trop. Es folgten einige weitere Produktionen, bei denen er in kleineren Rollen mitwirkte. 2019 stand Delon letztmals für Michel Denisots Toute ressemblance vor einer Filmkamera. Im Sommer 2021 bekundete er in einem Fernsehinterview die Absicht, noch eine letzte große Filmrolle spielen zu wollen, doch dazu kam es nicht. Delons filmisches Schaffen umfasst mehr als 100 Film- und Fernsehproduktionen.

## Deutsche Synchronstimmen
Alain Delon hatte im deutschsprachigen Raum keinen Stammsprecher und wurde im Laufe der Zeit von zahlreichen Sprechern synchronisiert, dabei unter anderem von Dietmar Schönherr, Rainer Brandt, Christian Wolff, Klaus Kindler, Michael Chevalier, Norbert Langer, Randolf Kronberg, Lutz Mackensy, Christian Brückner, Dieter Bellmann, Heinz Behrens, Thomas Danneberg, Hans-Werner Bussinger, Frank Glaubrecht, Klaus Nietz, Hans-Michael Rehberg, Joachim Höppner, Thomas Fritsch und Reiner Schöne.

## Filmografie (Auswahl)
- 1957: Die Killer lassen bitten (Quand la femme s’en mêle)
- 1958: Sei schön und halt den Mund (Sois belle et tais-toi)
- 1958: Christine
- 1959: Mal diese – mal jene (Faibles femmes)
- 1959: Die Schüler (Le chemin des écoliers)
- 1960: Nur die Sonne war Zeuge (Plein soleil)
- 1960: Rocco und seine Brüder (Rocco e i suoi fratelli)
- 1961: Halt mal die Bombe, Liebling (Che gioia vivere!)
- 1961: Galante Liebesgeschichten (Les amours célèbres)
- 1962: Liebe 1962 (L’eclisse)
- 1962: Der Teufel und die Zehn Gebote (Le Diable et les dix commandements)
- 1963: Karambolage (Carambolages)
- 1963: Der Leopard (Il gattopardo)
- 1963: Lautlos wie die Nacht (Mélodie en sous-sol)
- 1963: Die schwarze Tulpe (La tulipe noire)
- 1963: Wie Raubkatzen (Les félins)
- 1964: Die Hölle von Algier  (L’insoumis)
- 1964: Der gelbe Rolls-Royce (The Yellow Rolls-Royce)
- 1965: Millionenraub in San Francisco (Once a Thief)
- 1966: Sie fürchten weder Tod noch Teufel (Lost Command)
- 1966: Zwei tolle Kerle in Texas (Texas Across the River)
- 1966: Brennt Paris? (Paris brûle-t-il?)
- 1967: Die Abenteurer (Les aventuriers)
- 1967: Der eiskalte Engel (Le samourai)
- 1967: Mit teuflischen Grüßen (Diaboliquement vôtre)
- 1968: Außergewöhnliche Geschichten (Histoires extraordinaires)
- 1968: Nackt unter Leder (The Girl on a Motorcycle)
- 1968: Bei Bullen „singen“ Freunde nicht (Adieu l’ami)
- 1969: Der Swimmingpool (La piscine)
- 1969: Jagd nach Jeff (Jeff)
- 1969: Der Clan der Sizilianer (Le clan des Siciliens)
- 1970: Borsalino
- 1970: Vier im roten Kreis (Le cercle rouge)
- 1970: Madly
- 1971: Rivalen unter roter Sonne (Soleil rouge)
- 1971: Der Sträfling und die Witwe (La veuve Couderc)
- 1972: Das Mädchen und der Mörder (L’assassinat de Trotsky)
- 1972: Oktober in Rimini (La prima notte di quiete)
- 1972: Der Chef (Un flic)
- 1973: Der Schocker (Traitement de choc)
- 1973: Scorpio, der Killer (Scorpio)
- 1973: Die Löwin und ihr Jäger (Les granges brûlées)
- 1973: Tödlicher Haß (Tony Arzenta)
- 1973: Endstation Schafott (Deux hommes dans la ville)
- 1973: Jet Set (La race des seigneurs)
- 1974: Eiskalt wie das Schweigen (Les seins de glace) (auch Produktion)
- 1974: Borsalino & Co. (Borsalino et Cie.)
- 1975: Zorro
- 1975: Flic Story – Duell in sechs Runden (Flic Story)
- 1975: Der Zigeuner (Le gitan)
- 1976: Monsieur Klein (M. Klein)
- 1976: Wie ein Bumerang (Comme un boomerang)
- 1976: Die Gang (Le gang)
- 1976: Der Erpresser (Armagueddon)
- 1977: Der Antiquitätenjäger (L’homme pressé)
- 1977: Der Fall Serrano (Mort d’un pourri)
- 1978: Der unheimliche Fremde (Attention, les enfants regardent)
- 1979: Airport ’80 – Die Concorde (The Concorde: Airport ’79)
- 1979: Waffe des Teufels (Le toubib)
- 1980: Killer stellen sich nicht vor (Trois hommes à abattre)
- 1981: Teheran 43
- 1981: Rette deine Haut, Killer (Pour la peau d’un flic)
- 1982: Der Schock (Le choc)
- 1983: Der Kämpfer (Le battant)
- 1984: Eine Liebe von Swann (Un amour de Swann)
- 1984: Geschichte eines Lächelns (Notre histoire)
- 1985: Der Panther (Parole de flic)
- 1986: Reise in die Unendlichkeit (Le passage)
- 1988: Panther II – Eiskalt wie Feuer (Ne réveillez pas un flic qui dort)
- 1990: Nouvelle Vague
- 1990: Der eiskalte Wolf (Dancing Machine)
- 1992: Casanovas Rückkehr (Le retour de Casanova)
- 1993: Der Anwalt (Un crime)
- 1994: Der Teddybär (L’ours en peluche)
- 1995: 101 Nacht – Die Träume des M. Cinéma (Les cent et une nuits de Simon Cinéma)
- 1996: Der Tag und die Nacht (Le jour et la nuit)
- 1998: Alle meine Väter (Une chance pour deux)
- 2000: Les acteurs
- 2001: Fabio Montale (TV-Miniserie)
- 2003: Le lion (Fernsehfilm)
- 2003–2004: Frank Riva (Fernsehserie, sechs Folgen)
- 2008: Asterix bei den Olympischen Spielen (Astérix aux Jeux Olympiques)
- 2010: Un mari de trop (Fernsehfilm)
- 2012: Happy New Year, Mommies! (С новым годом, мамы!)
- 2019: Toute ressemblance

## Auszeichnungen
César

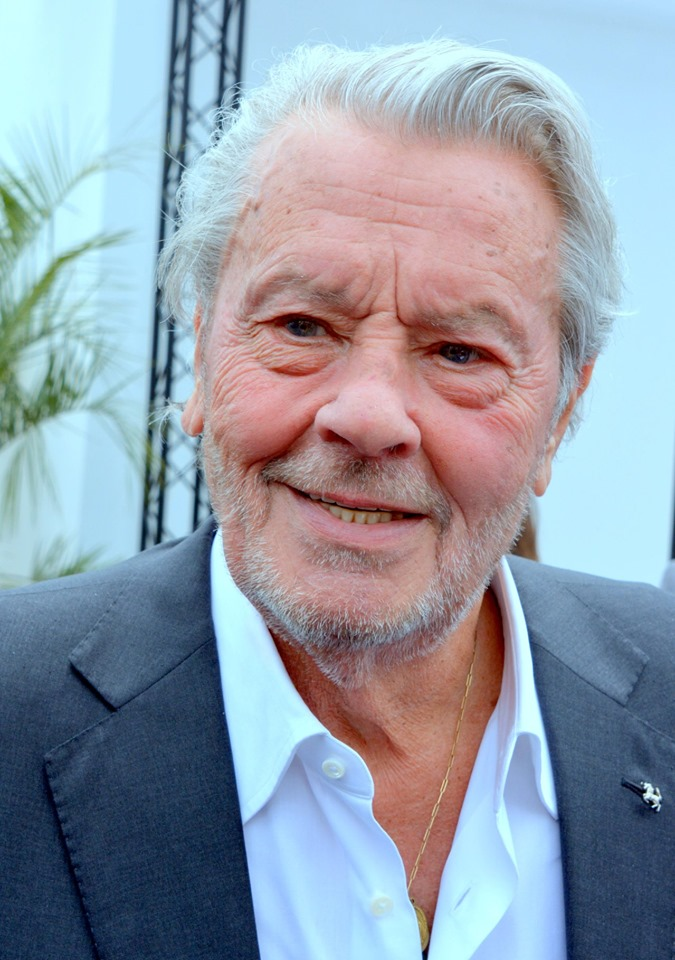
Alain Delon (2019)

- 1977: Nominierung in der Kategorie Bester Hauptdarsteller für Monsieur Klein
- 1978: Nominierung in der Kategorie Bester Hauptdarsteller für Der Fall Serrano
- 1985: Bester Hauptdarsteller für Geschichte eines Lächelns

David di Donatello
- 1972: Spezialpreis

Étoile de Cristal
- 1962: Bester Darsteller für Halt’ mal die Bombe, Liebling

Golden Globe Award
- 1964: Nominierung in der Kategorie Bester Nachwuchsdarsteller für Der Leopard

Weitere
- 1986: Commandeur de l’Ordre des Arts et des Lettres (Komtur des Ordens der Künste und der Literatur)
- 1987: Bambi in der Kategorie Film – International
- 1991: Chevalier de la Légion d’honneur (Ritterkreuz der Ehrenlegion)[26]
- 1995: Officier de l’Ordre national du Mérite (Offizierskreuz des nationalen Verdienstordens)[27]
- 1995: Goldener Ehrenbär bei den Internationalen Filmfestspielen Berlin für sein Lebenswerk
- 1998: Goldene Kamera für sein Lebenswerk
- 2012: Ehrenpreis für sein Lebenswerk beim Locarno Film Festival
- 2005: Officier de la Légion d’honneur (Offizierskreuz der Ehrenlegion)[26]
- 2006: DIVA-Award für sein Lebenswerk
- 2019: St. Georgs Orden beim Dresdner Opernball
- 2019: Goldene Ehrenpalme bei den Internationalen Filmfestspielen von Cannes[28][29]

## Filmdokumentation
- Alain Delon, persönlich (französischer Originaltitel: Alain Delon, cet inconnu). Regie: Philippe Kohly, Frankreich 2015, Arte, 53 Minuten.